# روجيريو ليشتويس
روجيريو ليشتويس (بالإسبانية: Rogerio Leichtweis) (28 يونيو 1988 في باراغواي - ) هو مدرب كرة قدم ولاعب كرة قدم باراغواياني في مركز الهجوم. لعب مع أوليمبيا أسونسيون ونادي ليبرتاد ونادي 3 فبراير وClub Cerro Porteño (Presidente Franco) ‏ وClub Sportivo San Lorenzo ‏ وديبورتيس توليما وTacuary ‏.

## روابط خارجية
- روجيريو ليشتويس على موقع قاعدة بيانات كرة القدم.إي يو (الإنجليزية)
- روجيريو ليشتويس على موقع Soccerway.com (الإنجليزية)
- روجيريو ليشتويس على موقع عالم كرة القدم.نت (الإنجليزية)
- روجيريو ليشتويس على موقع AS.com (الإسبانية)